# Karin Åsmundz
Karin Åsmundz, död efter år 1552, var en svensk klok gumma. Hon var svaranden i en häxprocess i Stockholm år 1552. Detta trolldomsmål tilldrog sig tidigare än de flesta svenska häxprocesser och påminner till sin karaktär mer om medeltidens trolldomsmål, vilket gör det till ett exempel på att den gamla mildare synen på trolldom fortfarande gällde i Sverige i mitten på 1500-talet. 
Fallet Åsmundz finns antecknat i Stockholms tänkebok 24 april 1552. Hon hade åtagit sig att göra den sjukliga änkan efter Henrik buntmakare frisk genom att ta emot dennas mest dyrbara kläder, som hon "läste" trollramsor över. Hon hade sedan begärt allt mer värdefulla föremål för att trollformlerna skulle bli mer verksamma; slutligen hade hon begärt att få en silversked. I rätten svor hon sig oskyldig till trolldom och hävdade att det var ett bedrägeri vars idé ingivits henne på förslag av Satan, eftersom hon var fattig och skuldsatt. Hon hade genom bedrägeriet lurat till sig bland annat 30 mark, en kedja, en sked, pärlknappar och en kragkåpa. Åsmundz hade redan tidigare suttit fängslad på slottet för trolldom, men sluppit fri genom förbön av drottningen, Margareta Eriksdotter (Leijonhufvud). Hon dömdes till att utvisas ur staden av bödeln: om hon återvände skulle hon ställas vid skampålen, piskas och få öronen avskurna.      